# Landtagswahlkreis Teltow-Fläming I
Der Wahlkreis Teltow-Fläming I (Wahlkreis 23, bis 1999 Wahlkreis 26) ist ein Landtagswahlkreis in Brandenburg. Er umfasst die Städte Ludwigsfelde und Trebbin sowie die Gemeinden Am Mellensee, Großbeeren und Nuthe-Urstromtal aus dem Landkreis Teltow-Fläming. Wahlberechtigt waren bei der letzten Landtagswahl 47.407 Einwohner.

## Landtagswahl 2024
Bei der Landtagswahl 2024 wurde Marcel Penquitt im Wahlkreis direkt gewählt. 
Die weiteren Ergebnisse:
| Gegenstand der Nachweisung | Gegenstand der Nachweisung | Erst- stimmen | Erst- stimmen | Zweit- stimmen | Zweit- stimmen |
| Bewerber                   | Partei                     | Anzahl        | %             | Anzahl         | %              |
| -------------------------- | -------------------------- | ------------- | ------------- | -------------- | -------------- |
| Wahlberechtigte            | Wahlberechtigte            | 48.996        | -             | 48.996         | -              |
| Wählende                   | Wählende                   | 36.262        | 74,0 %        | 36.262         | 74,0 %         |
| Ungültige Stimmen          | Ungültige Stimmen          | 477           | 1,3 %         | 267            | 0,7 %          |
| Gültige Stimmen            | Gültige Stimmen            | 35.785        | 98,7 %        | 35.995         | 99,3 %         |
| davon                      |                            |               |               |                |                |
| Marcel Penquitt            | SPD                        | 13.152        | 36,8 %        | 12.091         | 33,6 %         |
| Lion Edler                 | AfD                        | 10.328        | 28,9 %        | 9.483          | 26,3 %         |
| Danny Eichelbaum           | CDU                        | 6.696         | 18,7 %        | 5.030          | 14,0 %         |
| Bert Borchert              | GRÜNE                      | 939           | 2,6 %         | 1.316          | 3,7 %          |
| Tobias Lübbert             | Die Linke                  | 1.476         | 4,1 %         | 836            | 2,3 %          |
| Jens Wylegalla             | BVB/FW                     | 2.630         | 7,3 %         | 929            | 2,6 %          |
| Marcel Lietsch             | FDP                        | 564           | 1,6 %         | 344            | 1,0 %          |
| –                          | Tierschutzpartei           | -             | -             | 886            | 2,5 %          |
| –                          | Plus (Piraten, ÖDP, Volt)  | -             | -             | 302            | 0,8 %          |
| –                          | BSW                        | -             | -             | 4.395          | 12,2 %         |
| –                          | III. Weg                   | -             | -             | 43             | 0,1 %          |
| –                          | DKP                        | -             | -             | 23             | 0,1 %          |
| –                          | DLW                        | -             | -             | 171            | 0,5 %          |
| –                          | WU                         | -             | -             | 146            | 0,4 %          |

## Landtagswahl 2019
Bei der Landtagswahl 2019 wurde Helmut Barthel (SPD) mit 28,8 % der Erststimmen im Wahlkreis direkt gewählt. Die weiteren Ergebnisse:
| Direktkandidat    | Partei           | Erststimmen in % | Zweitstimmen in % |
| ----------------- | ---------------- | ---------------- | ----------------- |
| Helmut Barthel    | SPD              | 28,8             | 28,1              |
| Danny Eichelbaum  | CDU              | 18,1             | 16,2              |
| Silvio Pape       | Die Linke        | 9,2              | 8,8               |
| Dietmar Ertel     | AfD              | 21,4             | 21,6              |
| Ruth Wagner       | GRÜNE            | 10,1             | 10,5              |
| Jens Wylegalla    | BVB/FW           | 8,5              | 5,4               |
| –                 | PIRATEN          | –                | 0,9               |
| Jacqueline Krüger | FDP              | 3,9              | 4,2               |
| –                 | ÖDP              | –                | 0,7               |
| –                 | Tierschutzpartei | –                | 3,2               |
| –                 | V-Partei³        | –                | 0,2               |

## Landtagswahl 2014
Bei der Landtagswahl 2014 wurde Helmut Barthel im Wahlkreis direkt gewählt.
Die weiteren Wahlkreisergebnisse:
| Direktkandidat    | Partei    | Erststimmen in % | Zweitstimmen in % |
| ----------------- | --------- | ---------------- | ----------------- |
| Helmut Barthel    | SPD       | 33,1             | 33,6              |
| Norbert Müller    | Die Linke | 17,2             | 16,7              |
| Danny Eichelbaum  | CDU       | 22,9             | 22,0              |
| Ruth Wagner       | GRÜNE     | 5,5              | 5,3               |
| Martina Borgwardt | FDP       | 2,7              | 1,7               |
|                   | NPD       |                  | 1,7               |
| Erich Ertl        | BVB/FW    | 5,7              | 4,1               |
|                   | REP       |                  | 0,3               |
|                   | DKP       |                  | 0,2               |
| Birgit Bessin     | AfD       | 12,8             | 12,7              |
|                   | PIRATEN   |                  | 1,6               |

## Landtagswahl 2009
Bei der Landtagswahl 2009 wurde Klaus Bochow im Wahlkreis direkt gewählt.
Die weiteren Wahlkreisergebnisse:
| Direktkandidat    | Partei              | Erststimmen in % | Zweitstimmen in % |
| ----------------- | ------------------- | ---------------- | ----------------- |
| Klaus Bochow      | SPD                 | 32,8             | 35,9              |
| Peter Dunkel      | Die Linke           | 26,5             | 24,4              |
| Danny Eichelbaum  | CDU                 | 22,0             | 19,8              |
| -                 | DVU                 | -                | 00,9              |
| Thomas Czesky     | GRÜNE               | 05,2             | 05,2              |
| Martina Borgwardt | FDP                 | 07,9             | 08,2              |
| -                 | 50 Plus             | -                | 00,5              |
| -                 | DKP                 | -                | 00,1              |
| -                 | REP                 | -                | 00,2              |
| -                 | Die-Volksinitiative | -                | 00,3              |
| Michael Thalheim  | NPD                 | 02,7             | 02,2              |
| -                 | RRP                 | -                | 00,6              |
| Erich Ertl        | Freie Wähler        | 02,3             | 01,6              |
| Josef Lange       | Einzelbewerber      | 00,5             | -                 |

## Landtagswahl 2004
Die Landtagswahl 2004 hatte folgendes Ergebnis:
| Direktkandidat         | Partei          | Erststimmen in % | Zweitstimmen in % |
| ---------------------- | --------------- | ---------------- | ----------------- |
| Klaus Bochow           | SPD             | 30,0             | 34,6              |
| Gertrud Klatt          | CDU             | 25,1             | 20,1              |
| Peter Dunkel           | PDS             | 29,0             | 24,5              |
| –                      | DVU             | –                | 05,8              |
| Sandra Braun-Grüneberg | GRÜNE           | 04,2             | 03,3              |
| Wolfgang Paul          | FDP             | 06,2             | 03,8              |
| Jasmin Kunze           | AfW             | 05,5             | 00,9              |
| –                      | AUB-Brandenburg | –                | 01,1              |
| –                      | DKP             | –                | 00,1              |
| –                      | GRAUE           | –                | 00,9              |
| –                      | FAMILIE         | –                | 03,2              |
| –                      | 50 Plus         | –                | 00,9              |
| –                      | JA              | –                | 00,3              |
| –                      | Offensive D     | –                | 00,2              |
| –                      | BRB             | –                | 00,4              |